# Aeroportul Internațional Juba
Aeroportul Internațional Juba (IATA: JUB, ICAO: HSSJ) este un aeroport din Juba, Statul Ecuatoria Centrală, Sudanul de Sud ce deservește zona Juba. A fost numit după zona deservită.
Situat la o altitudine de 461 m, aeroportul dispune de 1 pistă.

## Infrastructură

### Piste
Aeroportul dispune de o singură pistă. Pista 13/31 are suprafața de asfalt și dimensiunile 3.100 m × . 